# ویسول
ویسول (به انگلیسی: Wiswell) یک روستا و محله مدنی در بریتانیا است که در Ribble Valley واقع شده‌است. ویسول ۹۶۷ نفر جمعیت دارد.